# Daniele Scarpa
Daniele Scarpa, född den 3 januari 1964 i Venedig, Italien, är en italiensk kanotist.
Han tog OS-guld i K-2 1000 meter och OS-silver i K-2 500 meter i samband med de olympiska kanottävlingarna 1996 i Atlanta.